# Saison 4 des Soprano
Chronologie
Saison 3 Saison 5
Cet article présente les épisodes de la quatrième saison de la série télévisée Les Soprano.

## Synopsis
Dans la quatrième saison, l’underboss de New York, Johnny Sack, devient enragé après avoir appris que Ralph a fait une blague inappropriée sur sa femme. Il demande la permission de le tuer en représailles, mais il essuie un refus et la situation entre les deux hommes se détend. Tony tue par la suite Ralph dans un accès de rage parce qu'il pense que Ralph a tué leur cheval de course Pie-O-My dans l'incendie de son écurie
Après la mort de la femme de Bobby Baccalieri, Janice entretient une relation amoureuse avec celui-ci. La dépendance à l'héroïne de Christopher empire, ce qui incite ses associés et ses proches à organiser une intervention amicale et le faire entrer dans un centre de désintoxication. Adriana se lie d'amitié avec une femme qui est en réalité un agent du FBI ; lorsque Adriana met fin soudainement à leurs relations, elle est contrainte de devenir une informatrice du FBI. Junior fait face à son procès sous la loi RICO et est finalement libéré.
Carmela, dont la relation avec Tony est tendue en raison d'ennuis financiers et les infidélités de Tony, développe une attirance mutuelle avec Furio Giunta. Craignant les conséquences d'une telle situation, Furio retourne en Italie, laissant Carmela inconsolable. Après que l'ancienne maîtresse de Tony appelle chez eux et, sous l'emprise de l'alcool, dévoile les détails de leur relation, Carmela met Tony à la porte. Tony est approché par Johny Sack qui lui propose de tuer Carmine Luppertazzi, mais Tony refuse.

## Épisodes

### Épisode 1:Tony mène sa barque

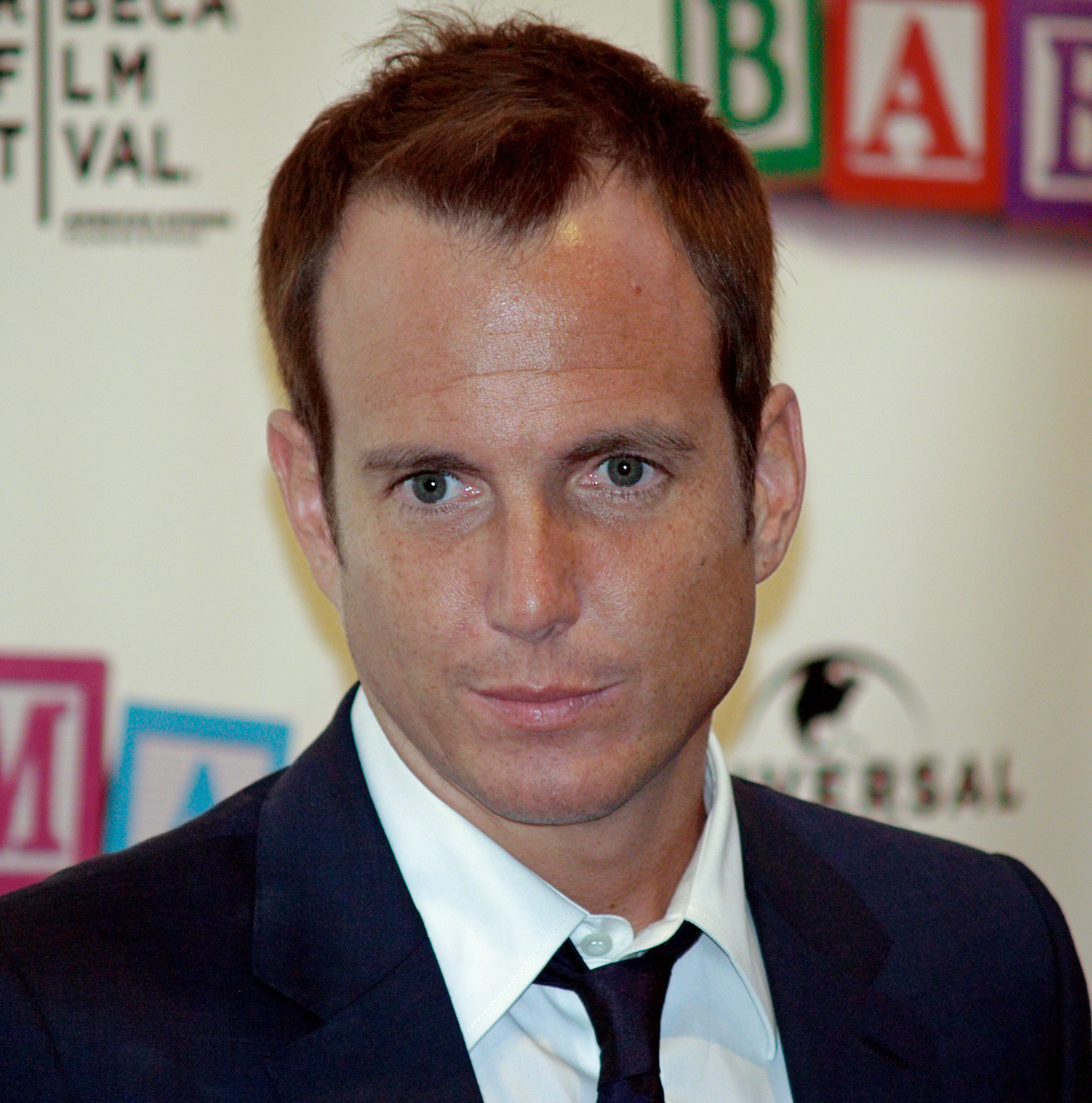
Will Arnett, ici en 2008, joue le rôle de Mike Waldrup, un agent du FBI et mari de l'agent Deborah Ciccerone (Lola Glaudini), dans les deux premiers épisodes de la saison.

- États-Unis : 15 septembre 2002 sur HBO
- France : 1er décembre 2002 sur Jimmy

- Tom Aldredge (Hugh De Angelis)
- Sharon Angela (Rosalie Aprile)
- Will Arnett (agent Mike Waldrup)
- Val Bisoglio (Murf Lupo)
- Joseph R. Gannascoli (Vito Spatafore)
- Lola Glaudini (agent Deborah Ciccerone)
- Dan Grimaldi (Patsy Parisi)
- Toni Kalem (Angie Bonpensiero)
- Marianne Leone (Joanne Moltisanti)
- Tony Lip (Carmine Lupertazzi)
- George Loros (Raymond Curto)
- Richard Maldone (Albert Barese)
- Tom Mason (lieutenant-détective Barry Haydu)
- Angelo Massagli (Bobby Baccalieri III)
- Arthur J. Nascarella (Carlo Gervasi)
- Christine Pedi (Karen Baccalieri)
- Peter Riegert (Ronald Zellman)
- Frank Santorelli (Georgie)
- Suzanne Shepherd (en) (Mary De Angelis)
- Lexie Sperduto (Sophia Baccalieri)
- Matthew Sussman (docteur Douglas Schreck)
- Gay Thomas-Wilson (infirmière)

Tony Soprano et ses associés connaissent une baisse passagère de revenus bien que les affaires immobilières soient florissantes. Carmela s'inquiète pour son avenir, d'autant plus qu'elle veut se lancer dans l'immobilier.
Junior commence à s'inquiéter pour l'argent. Rencontrant Tony au cabinet de son médecin, il demande plus d'aide pour ses frais médicaux et juridiques, mais Tony a ses propres dépenses et dit avec colère à son oncle de mieux gérer ses affaires. Junior promeut Bobby Baccalieri au sein de « la Famille » après discussion et accord de Tony. Le parlementaire Ron Zellman parle à Tony d'un projet immobilier dans le district de Newark où Junior a une propriété qui va prendre de la valeur. Tony flairant l'opportunité, l'achète, faisant semblant de rendre service à son oncle. Il convoque également une réunion avec les capodastres de la Famille au cours de laquelle il les harangue sur la croissance zéro des affaires. Carmela s'inquiète également pour les finances, après avoir vu Angie Bonpensiero travailler dans un supermarché. Tony insiste sur le fait que si quelque chose lui arrive, elle et les enfants n'auront pas de problèmes de subsistance, mais ne veut pas donner pas de détails. Il dit également que l'argent n'est plus caché dans la maison, mais récupère plus tard des paquets de billets de banque dans un hangar puis dans sa voiture et les cache dans un bac de nourriture pour canards alors que Carmela l'aperçoit.
De son côté, Paulie se retrouve en prison à Youngstown, dans l'Ohio, à la suite d'une accusation de détention d'arme à feu et commence à s'en prendre à l'indifférence apparente de Tony. Depuis un téléphone, il appelle Johnny Sack, qui cultive son insatisfaction. Ralphie Cifaretto et Janice Soprano se rapprochent. Lors d'un dîner du dimanche chez Tony et Carmela, Janice suit Ralphie dans la salle de bain et se joint à lui pour prendre la cocaïne et avoir une relation sexuelle, bien que Ralphie soit venu avec Rosalie Aprile. Pendant ce temps, Christopher pense que Tony le traite durement parce qu'il a mis en doute son action contre Jackie Aprile Jr. Il s'injecte de l'héroïne tous les jours. Adriana est maintenant une amie proche de Danielle, qui est en fait l'agente du FBI infiltrée Deborah Ciccerone. Chris se plaint qu'elle est toujours chez eux. Adriana l'emmène chez Tony et la présente à ce dernier. Junior apprend qu'il y avait un agent du FBI dans le bureau de son médecin. Il se rend compte que c'est sûrement l'infirmière avec laquelle il flirtait et il est mortifié de ne pas l'avoir soupçonnée.

### Épisode 2:Déprime
- États-Unis : 22 septembre 2002 sur HBO
- France : 1er décembre 2002 sur Jimmy

- Will Arnett (Agent Mike Waldrup)
- Carl Capotorto (Little Paulie Germani)
- Max Casella (Benny Fazio)
- Robert Desiderio (Jack Massarone)
- Raymond Franza (Donny K)
- Danyelle Freeman (Misty Giaculo)
- Robert Funaro (Eugene Pontecorvo)
- Joseph R. Gannascoli (Vito Spatafore)
- Lola Glaudini (Agent Deborah Ciccerone)
- Dan Grimaldi (Patsy Parisi)
- Linda Lavin (Dr. Wendy Kobler)
- George Loros (Raymond Curto)
- Richard Maldone (Albert Barese)
- Arthur J. Nascarella (Carlo Gervasi)
- Frank Pellegrino (en) (Chef du FBI Frank Cubitoso)
- Matt Servitto (Agent Dwight Harris)

Meadow est en pleine dépression au point de vouloir abandonner ses études avant sa deuxième année en faculté pour partir en Europe. Ses parents interviennent pour la remettre sur le droit chemin.
En l'absence de Paulie emprisonné, Christopher doit gérer un conflit dû à une série de vols sur le chantier de l'esplanade mené par Patsy.
À un dîner, Ralph fait une blague de mauvais goût au sujet de la femme de Johnny Sacks. Vito, un des hommes présents au dîner, la raconte à Paulie qui la trouve insultante. Entre-temps, Tony découvre que sa sœur a une liaison avec Ralph.
Le récent manque de motivation de Meadow, causé par la mort de Jackie Jr., continue d'inquiéter Tony et Carmela. Elle révèle qu'elle ne s'est pas inscrite aux cours de deuxième année en faculté car elle espère voyager en Europe avec son amie Misty. Tony discute du problème avec le Dr Melfi, qui lui recommande un psychologue, le Dr Wendy Kobler, spécialisée dans les adolescents et l'orientation scolaire. Après un entretien avec la jeune femme, le Dr Kobler encourage les plans de Meadow. Cela déclenche une longue dispute familiale où Meadow confronte Tony à la vérité sur sa profession. Tony prétend qu'il a fait tout ce qu'il pouvait pour sauver Jackie. Elle quitte la maison et ses parents ont peur qu'elle ait quitté le pays, mais elle s'inscrit finalement à ses cours à l'Université Columbia.
Carmela commence à flirter avec Furio alors qu'il fait ses visites matinales pour récupérer Tony. La relation entre Ralphie et Janice se poursuit, malgré la désapprobation de Tony. Christopher est nommé capo par intérim de l'équipe de Paulie, toujours en prison. Patsy n'est pas satisfait de ce choix en raison de son ancienneté. Silvio soupçonne que Chris commence à usurper sa place dans le cercle intime de Tony.
Chris visite le chantier de construction où des membres de l'équipe ont des emplois sans travail. Il constate la présence de précieux câbles à fibres optiques. Chris indique à Patsy qu'ils peuvent être volés. Tony réprimande Chris pour cela, en colère parce que les vols pourraient attirer l'attention non désirée sur leur implication là-bas. Malgré les ordres de Tony, Patsy volent ensuite des carreaux de sol sur le site après accord de Silvio. Jack Massarone se plaint à Tony. Silvio détourne la colère de Tony, tandis qu'un Chris furieux se rend sur le site de construction et a une violente confrontation avec Patsy. Lors d'une fête, avec toute l'équipe présente, Ralphie fait une blague sur la femme de Johnny, Ginny. En visitant Paulie en prison, son neveu Little Paulie la répète, ce qui ne fait pas rire son oncle.

### Épisode 3:Indiens contre italiens

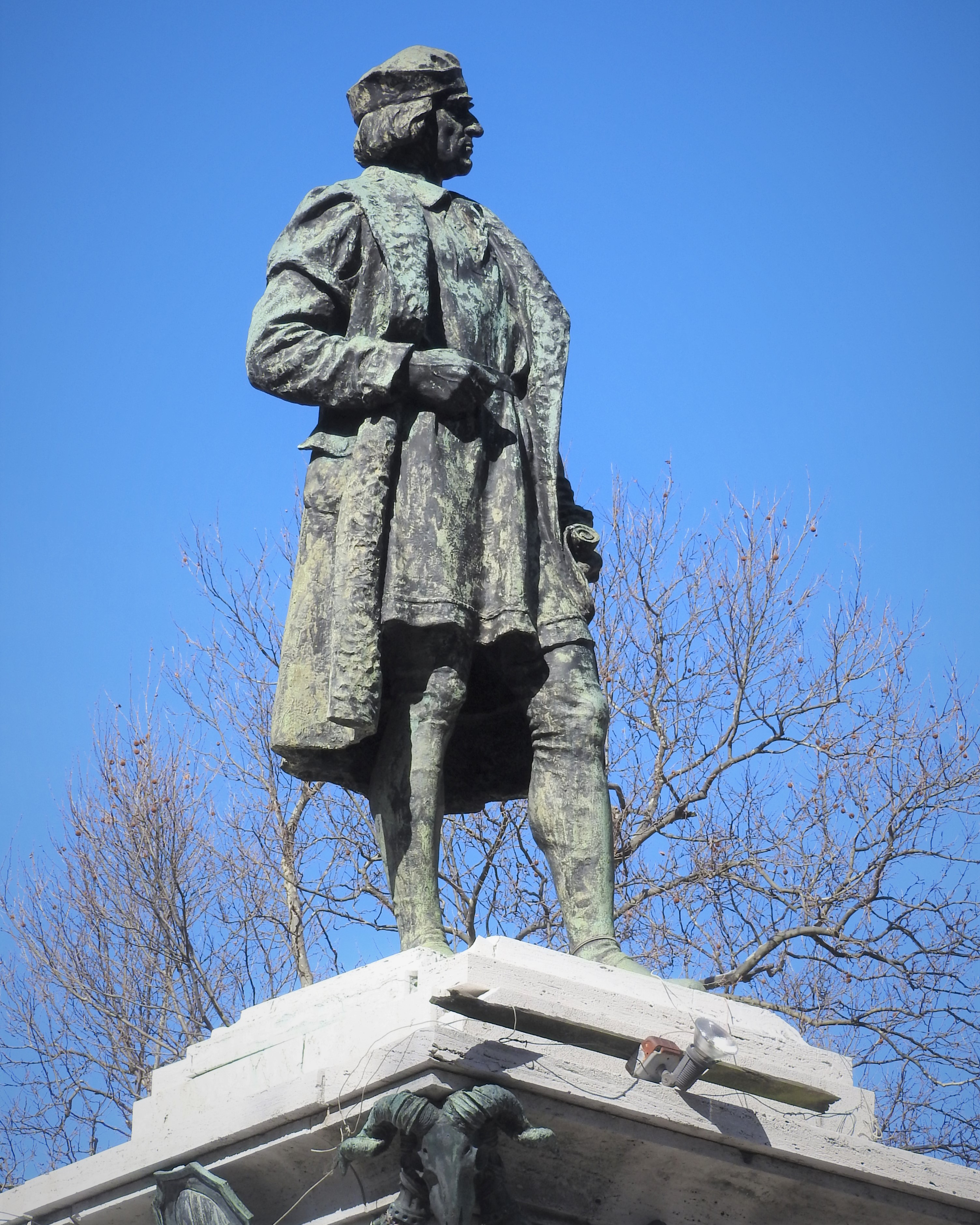
La statue de Christophe Colomb du Washington Park de Newark.

- États-Unis : 29 septembre 2002 sur HBO
- France : 8 décembre 2002 sur Jimmy

- Jerry Adler (Hesh Rabkin)
- Sharon Angela (Rosalie Aprile)
- Joseph R. Gannascoli (Vito Spatafore)
- Dan Grimaldi (Patsy Parisi)
- Matt Servitto (agent Harris)
- Max Casella (Benny Fazio)
- Robert Funaro (Eugene Pontecorvo)
- Paul Schulze (père Phil Intintola)
- Carl Capotorto (Little Paulie Germani)
- Tony Lip (Carmine Lupertazzi)
- Arthur Nascarella (Carlo Gervasi)
- Maureen Van Zandt (Gabriella Dante)
- Frank Santorelli (Georgie)
- Christine Pedi (Karen Baccalieri)
- Lexie Sperduto (Sophia Baccalieri)
- Angelo Massagli (Robert Baccalieri III)
- Denise Borino-Quinn (Ginny Sacrimoni)
- Richard Portnow (Harold Melvoin)
- Richard Romanus (Richard LaPenna)
- Peter Riegert (Ronald Zellman)
- Joyce Van Patten (Sandy)
- Larry Sellers (Del Redclay)
- Alex Rice (Maggie Donner)
- Nick Chinlund (chef Doug Smith)
- Montel Williams (lui-même)
- Yul Vazquez (Reuben 'The Cuban')
- Nick Di Paolo (Joey le flic)
- Joseph R. Sicari (Phillip Di Notti)
- Randy Barbee (le juge)
- Craig Zucchero (George "Gus" Esposito)
- Dan Castleman (procureur Castleman)
- Roma Maffia (Professeur Longo-Murphy)

De violents affrontements ont lieu entre la communauté amérindienne et la communauté italo-américaine menée par Silvio le jour d'anniversaire de la découverte de l'Amérique. Tony tente de calmer la situation. Entre-temps, la femme de Bobby meurt dans un accident de voiture.
Silvio veut prendre des mesures contre les Amérindiens qui protestent contre le défilé de Columbus Day, estimant que leurs actions sont insultantes pour les Italo-Américains. Sans l'approbation de Tony, Patsy, Artie et lui tentent de briser une de leurs manifestations. Alors qu'ils sont avertis par la police, Little Paulie se fait jeter dessus une bouteille en verre et plusieurs autres membres du groupe sont blessés. Tony blâme Silvio pour son intervention. Ralphie menace le chef de la manifestation, le professeur Del Redclay, de rendre public le fait que l'acteur Iron Eyes Cody, une figure amérindienne populaire, est en fait un italo-américain. Tony appelle le parlementaire Ron Zellman et un chef indien pour convaincre Redclay d'annuler la manifestation. Bien que cela échoue, le chef invite Tony et son équipe dans son casino. Le défilé et la manifestation se déroulent sans intervention de la mafia, ce qui bouleverse Silvio. Tony fait valoir avec force à Silvio que ses réalisations, comme par exemple son club de strip-tease très rentable, sont venues de ses propres capacités, et non du fait d'être un italo-américain. Il méprise l'idée que tout le monde appartienne à un groupe victime.
Lors d'un déjeuner organisé par la paroisse destiné à inculquer la fierté italienne aux femmes, les « épouses de la mafia » se sentent pointées du doigt lorsque l'oratrice tente de dissocier la culture italienne de la mafia. Après le déjeuner, Gabriella, excédée par les propos de l'oratrice, prend à part le père Phil lui disant combien les femmes de la communauté, en particulier Carmela, ont donné à la paroisse, et lui dit qu'il n'a pas le droit d'inviter un conférencier qui voulait leur faire honte.
Les familles Soprano et Lupertazzi se retrouvent autour d'un repas. Johnny, s'exprimant au nom de Carmine, qui est également présent, demande une part du profit que Tony a fait à partir de l'entrepôt de Junior, qu'il a acheté et rapidement revendu en faisant un gros bénéfice. Tony est d'accord, mais comprend que quelqu'un parmi son entourage « parle trop » et que cela lui coûte de l'argent. Johnny, ayant eu connaissance (lors d'un appel téléphonique de Paulie) de la blague de Ralphie sur sa femme, lui est furieusement hostile, sans dire pourquoi.

### Épisode 4:Poids et mesures
- États-Unis : 6 octobre 2002 sur HBO
- France : 8 décembre 2002 sur Jimmy

- Sharon Angela (Rosalie Aprile)
- Peter Bogdanovich (Elliot Kupferberg)
- Denise Borino (Ginny Sacrimoni)
- Carl Capotorto (Little Paulie Germani)
- Matthew Del Negro (Brian Cammarata)
- Raymond Franza (Donny K.)
- Robert Funaro (Eugene Pontecorvo)
- Joseph R. Gannascoli (Vito Spatafore)
- Dan Grimaldi (Patsy Parisi)
- Tony Lip (Carmine Lupertazzi)
- Richard Maldone (Ally Boy Barese)
- Joe Maruzzo (Joey Peeps)
- Maureen Van Zandt (Gabriella Dante)
- Joseph Castellana (Lou 'Dimaggio' Galina)
- Richard Bright (Frank Crisci)
- Jeff Robins (Chris Galina)
- Lisa Altomare (Rose Galina)
- Stephen Sable (le tueur de Floride)
- Julie Goldman (Saskia Kupferberg)
- Angelo Massagli (Bobby Baccalieri III)

Johnny est rongé par la colère à la suite de la blague de Ralphie sur Ginny, à tel point qu'il agresse brutalement un jeune membre de son l'équipe après l'avoir vu rire, pensant qu'il se moque de lui. Quand Tony le confronte, il reconnait son antipathie contre Ralphie, mais dit qu'il aime sa femme « rubenesque ». Sur les instructions de Tony, Ralphie téléphone à Johnny pour essayer de faire la paix. Contre les instructions de Tony, Ralphie s'excuse, mais Johnny prend cela comme un aveu de culpabilité et cela le met encore plus en colère. Johnny demande à Carmine d'autoriser des représailles contre Ralphie, ce qu'il refuse. Il y a ensuite deux entrevues : lors de la première, Ralphie est présent, mais Johnny ne supporte pas d'être en sa présence, tandis qu'à la seconde, Ralphie n'est pas présent mais Johnny est inflexible avant de repartir.
Réalisant le problème que cela lui pose, Carmine laisse entendre à Tony que Johnny peut être éliminé. Silvio et Christopher font en sorte que cela se fasse à Boston, où Johnny rend fréquemment visite à son père. Dans le même temps, Johnny fait en sorte que Ralphie soit tué à Miami, où il séjourne dans un hôtel pour son plaisir. Johnny quitte la maison pour Boston, mais se souvient d'avoir oublié un pull pour son père et fait demi-tour. Il trouve Ginny avec une réserve de barres chocolatées et de bonbons. Alors que sa femme pleure, Johnny lui rappelle qu'il ne lui a jamais demandé de perdre du poids, mais il est profondément blessé qu'elle lui ait menti. Il annule l'élimination de Ralphie au dernier moment alors que celui-ci croise son tueur dans un ascenseur. Il dit à Tony qu'il acceptera ses excuses. Le contrat sur la tête de Johnny est également annulé.

### Épisode 5:Pie-O-My
- États-Unis : 13 octobre 2002 sur HBO
- France : 15 décembre 2002 sur Jimmy

- Jerry Adler (Hesh Rabkin)
- Matthew Del Negro (Brian Cammarata)
- Robert Funaro (Eugene Pontecorvo)
- Joseph R. Gannascoli (Vito Spatafore)
- Lola Glaudini (Agent Deborah Ciccerone)
- Dan Grimaldi (Patsy Parisi)
- Arthur J. Nascarella (Carlo Gervasi)
- Richard Portnow (Harold Melvoin)
- Michele Santopietro (JoJo Palmice)
- Matt Servitto (Agent Harris)
- Karen Young (Agent Sanseverino)
- Angelo Massagli (Bobby Baccalieri III)
- Lexie Sperduto (Sophia Baccalieri)
- Stewart J. Zully (Alan Ginsberg)
- Val Bisoglio (Murf Lupo)
- David Copeland (Joey Cogo)
- Manon Halliburton (Lois Pettit)
- Aaron Gryder (le jockey)

Adriana se rend compte que son club sert de façade pour les membres de la mafia : les arrière-salles sont librement utilisées par Tony et son équipe pour leurs affaires. Les agents du FBI, y compris son nouveau contact Robyn Sanseverino, lui demande des informations. Ils lui disent que Christopher s'associe à de dangereux criminels, qu'elle peut l'aider et la font douter à propos de ce qu'elle croit ; elle pense en effet que Richie et Pussy ont disparu parce qu'ils sont entrés dans le programme de protection des témoins. En proie à la paranoïa, elle commence à donner quelques informations sur Patsy. À la maison, elle soulage son stress avec une injection d'héroïne appartenant à Chris.
De son côté, Janice s'immisce de plus en plus dans la vie de famille de Bobby et n'hésite pas à chasser la veuve de Mikey Palmice, JoJo, venue l'aider. Elle sert à la famille Baccalieri les délicieuses lasagnes de Carmela, les revendiquant comme les siennes. Elle exhorte Bobby à surmonter son chagrin, car il pourrait perdre le soutien de Junior. Bobby se ressaisit et termine une tâche négligée que lui a confié Junior, alors en plein procès : rencontrer un délégué syndical et l'intimider pour changer son vote lors d'une élection à venir.
Tony et Carmela sont toujours profondément divisés à propos de l'argent de la famille et sur les investissements qu'elle voudrait faire. Il refuse de signer le contrat d'assurance-vie qu'elle propose, ayant été conseillé qu'il est trop en sa faveur. Elle reçoit un conseil d'investissement en bourse, mais quand Tony donne enfin son accord, il est trop tard pour investir, entraînant son ressentiment envers lui.

### Épisode 6:Rédemption
- États-Unis : 20 octobre 2002 sur HBO
- France :  15 décembre 2002 sur Jimmy

- Jean-Hugues Anglade (Jean-Philippe Colbert)
- Murielle Arden (Elodie Colbert)
- Cameron Boyd (Matt Testa)
- Paul Dano (Patrick Whalen)
- Matthew Del Negro (Brian Cammarata)
- Heidi Dippold (Janelle Cammarata)
- Jessica Dunphy (Devin Pillsbury)
- Joseph R. Gannascoli (Vito Spatafore)
- Ryan Hoffman (Jason Malatesta)
- Annabella Sciorra (Gloria Trillo)
- Lauren Toub (Liz DiLiberto)
- Tone Christensen (Miss Reykjavik)

Alors que Tony a appris le suicide de Gloria Trillo, Christopher s'enfonce de plus en plus dans la drogue. Tony accepte finalement la proposition de Carmela de se lancer dans des investissements boursiers avec son cousin Brian.
Carmela est allée au garage Mercedes pour faire entretenir sa voiture et a appris au passage que cette « cette gentille vendeuse », Gloria Trillo, s'est suicidée quelques semaines auparavant ; elle en parle à Tony alors qu'ils sont en train de se coucher. Ébranlé par la nouvelle, il se rend au showroom de voitures pour en savoir plus, puis affronte furieusement Jennifer Melfi, en rejetant la faute sur la thérapeute. Une fois qu'il s'est calmé, elle explique qu'il ne doit pas la blâmer, ni lui-même, pour ce qui est arrivé à Gloria.
Tony signe une fiducie pour Carmela, alors qu'il avait refusé de la signer auparavant. Il fait en sorte que Brian Cammarata reçoive des costumes à prix réduit. Il invite Janice pour un dîner en tête en tête. Il veut montrer qu'il n'est pas « une personne toxique », mais qu'il est, selon les mots de Brian, « un gars formidable ». Il continue ses bonnes actions notamment avec un autre dîner où Furio est présent avec une jeune femme rencontrée via Carmela. Elle sourit mais se sent mal à l'aise quand elle s'aperçoit qu'il s'entend bien avec la jeune femme qu'elle lui a présenté.
Les amis d'Anthony Jr. sont excités et curieux de connaître sa famille de gangster. Ce dernier visite la somptueuse maison de sa petite amie Devin Pillsbury et se montre intimidé lorsqu'il réalise à quel point sa famille est riche, entre autres lorsqu'il voit des tableaux de Picasso dans leur salon. Ses amis se demandent pourquoi sa famille n'a pas « l'argent de Don Corleone » et il ne peut pas répondre.
Un soir à la maison, shooté à l'héroïne, Christopher reçoit un appel de Tony lui enjoignant de se retrouver sur un parking dans vingt minutes. Tony dit à Chris que pour limiter son exposition, il ne donnera plus ses ordres qu'à travers lui en raison de leur relation familiale et que Chris « emmènera la famille dans le 21esiècle ». Chris se sent profondément honoré mais continue de prendre de l'héroïne.

### Épisode 7:Un Mariage de raison
- États-Unis : 27 octobre 2002 sur HBO
- France : 5 janvier 2003 sur Jimmy

- Sharon Angela (Rosalie Aprile)
- Oksana Lada (Irina Peltsin)
- Carl Capotorto (Little Paulie Germani)
- Max Casella (Benny Fazio)
- Vondie Curtis-Hall (Maurice Tiffen)
- Matthew Del Negro (Brian Cammarata)
- Joseph R. Gannascoli (Vito Spatafore)
- Lola Glaudini (Agent Deborah Ciccerone Waldrup)
- Dan Grimaldi (Patsy Parisi)
- Marianne Leone (Joanne Moltisanti)
- Richard Maldone (Ally Boy Barese)
- Anna Mancini (Donna Parisi)
- Patty McCormack (Liz La Cerva)
- Frank Pellegrino (chef du FBI Frank Cubitoso)
- Richard Portnow (Harold Melvoin)
- Peter Riegert (Ronald Zellman)
- Matt Servitto (Agent Dwight Harris)
- Lewis J. Stadlen (en) (Dr. Ira Fried)
- Lauren Toub (Liz DiLiberto)
- Maureen Van Zandt (Gabriella Dante)
- Vanessa Liguori (Terri Bonpensiero)
- Karen Young (Agent Robyn Sanseverino)
- Malcolm Barrett (Angelo Davis)

Paulie sort de prison après quatre mois derrière les barreaux. Tony et Ralph se lancent dans une nouvelle affaire immobilière avec le conseiller Zellman. Ce dernier annonce à son ami Tony qu'il est en couple avec son ancienne maîtresse Irina. Mais les maisons en question sont occupées par des dealers et Tony fait pression sur le conseiller pour les chasser.
Adriana souhaite se marier car elle pense que cela lui permettra de ne pas avoir à témoigner contre Chris. Elle lui avoue qu'elle ne peut pas avoir d'enfant. Il la quitte dégoûté avant de se raviser et d'accepter le mariage. 
En regardant une série policière, Adriana apprend que des époux ne peuvent pas être forcés à témoigner l'un contre l'autre. Elle surprend Christopher en lui proposant de se marier qu'après deux ans de fiançailles. Mais quand elle avoue qu'elle ne pourra peut-être pas avoir d'enfants, il s'énerve et quitte l'appartement furieux. Tony et Silvio le pressent de l'épouser malgré tout. Sous les effets de l'héroïne, il accepte la demande en mariage de sa fiancée. Mais elle apprend d'un avocat que l'épisode de la série était erroné : lors d'un procès majeur, elle peut être amenée à témoigner malgré tout contre son époux. Lors de sa fête nuptiale organisée par Carmela, elle déballe ses cadeaux sans joie. 
Furio invente un prétexte pour téléphoner à Carmela et lui dit qu'il a une jolie photo d'elle prise lors de la pendaison de crémaillère de la maison. Mais le lendemain matin, il refuse d'entrer dans la maison en venant chercher Tony. Brian mentionne avec désinvolture une arnaque au faux contrat de logement qu'il connaît, mais Tony et Ralphie le prennent au sérieux et mettent en œuvre leur propre stratagème pour frauder le département américain du logement et du développement urbain. Ils utilisent le Dr Ira Fried, le conseiller Ronald Zellman et l'activiste afro-américain Maurice Tiffen. Certaines maisons abandonnées sont achetées pour les rénover afin de venir en aide à des familles noires défavorisées. Tony emmène son fils faire un tour, lui montrant ces maisons pour illustrer la fière histoire de sa famille et leur dévouement au travail.
L'une des maisons est occupée par des squatters noirs qui l'ont transformée en un repaire à crack. Tony met la pression sur Zellman pour les expulser, en conséquence le conseiller met la pression sur Tiffen. Tiffen rechigne à l'usage de la violence, mais quatre adolescents armés sont envoyés sur les lieux et les squatteurs sont violemment expulsés. Sur la base de fausses évaluations, un prêt important est obtenu auprès du département du logement. Fried, Zellman et Tiffen reçoivent leurs parts, tandis que Tony offre à Brian une luxueuse montre Patek Philippe en récompense de son bon conseil initial. Zellman et Tiffen se rappellent qu'ils étaient ensemble des idéalistes dans les années 60.
Paulie est libéré de prison au bout de quatre mois. Une grande fête de bienvenue est organisée en son honneur et Tony lui remet une enveloppe d'argent pour le remettre à flot. Mais Paulie est irrité que Tony ne l'ait jamais contacté, ni ne soit venu le voir quand il était en prison, et en parle à Johnny Sack. Il lui dit que Tony a une nouvelle arnaque à la propriété. Johnny confirme que leurs conversations resteront secrètes.

### Épisode 8:Changement de propriétaire
- États-Unis : 3 novembre 2002 sur HBO
- France :  5 janvier 2003 sur Jimmy

- Sharon Angela (Rosalie Aprile)
- Fran Anthony (Minn Matrone)
- Leslie Bega (Valentina La Paz)
- Anna Berger (Cookie Cirillo)
- Carl Capotorto (Little Paulie Germani)
- Max Casella (Benny Fazio)
- Charlotte Colavin (Lorraine Cirillo)
- Matthew Del Negro (Brian Cammarata)
- Heidi Dippold (Janelle Cammarata)
- Frances Esemplare (Marianucci « Nucci » Gualtieri)
- Dan Grimaldi (Patsy Parisi)
- Anthony Patellis (Chuckie Cirillo)
- Paul Schulze (Father Phil Intintola)
- David Margulies (Neil Mink)
- Nino DelDuca (l'oncle Maurizio)
- Tone Christensen (Miss Reykjavik)
- Modi Rosenfeld (Etan)
- Candy Trabucco (Miss Giaculo)

Tony commence une relation avec Valentina La Paz, qui est la petite amie de Ralph. Mais Carmela découvre sa nouvelle relation et se venge en volant une partie de l'argent de son mari caché dans le jardin.
Nucci, la mère de Paulie, emménage dans une maison de retraite et a hâte de se retrouver avec de vieilles amies, dont Cookie Cirillo. Mais Cookie a son propre groupe d'amies et Nucci est ostracisée. Paulie rend visite au fils de Cookie, Chuckie, qu'il connaissait à l'école, devenu principal dans un lycée. Il lui offre une valise et lui demande fermement de persuader sa mère d'être plus amicale, mais en vain. Lors d'une entrevue avec la directrice de l'établissement, celle-ci explique à Paulie que les autres pensionnaires trouvent sa mère peu amicale et qu'elle oublie régulièrement de mettre son dentier. Paulie envoie alors Benny et Little Paulie pour menacer Chuckie ; ils le poursuivent à travers son lycée avant de lui casser le bras droit. En conséquence, la femme de Chuckie menace de changer Cookie de maison de retraite si elle ne fait pas la paix avec Nucci Gualtieri.
Carmela pense à Furio qui est parti à Naples, où son père est décédé. A la fin des obsèques, il confie à son oncle qu'il est amoureux de la femme de son patron. Son oncle lui dit que la seule façon de l'avoir pour lui est de tuer son mari. Furio lui répond qu'il le sait très bien mais ne peut envisager un tel acte vu les conséquences que cela entrainerait. Tony commence à donner des instructions à ses subordonnés par le biais d'appels téléphoniques à Christopher comme il l'avait défini auparavant, mais il s'ennuie et continue de micro-gérer. Lors d'une visite aux écuries pour voir son cheval Pie-O-My, il rencontre la nouvelle petite amie de Ralphie, la cubano-italienne Valentina La Paz. Elle travaille dans une entreprise d'encadrement de peintures et fait en sorte que Tony commande un portrait le représentant avec Pie-O-My. Ils commencent alors une liaison. Elle veut continuer à le voir mais Tony ne veut pas la partager avec Ralphie. Pour le persuader, elle lui dit que Ralphie ne s'intéresse qu'aux fantasmes masochistes et qu'ils n'ont jamais réellement fait l'amour. Il continue de la repousser jusqu'à ce qu'elle rompe avec Ralphie ; ses affirmations sur ses pratiques sexuelles sont confirmées (en échange d'un paiement) par Janice.

### Épisode 9:On achève bien les hommes
- États-Unis : 10 novembre 2002 sur HBO
- France :  12 janvier 2003 sur Jimmy

- Sharon Angela (Rosalie Aprile)
- Joseph R. Gannascoli (Vito Spatafore)
- Robert Funaro (Eugene Pontecorvo)
- Leslie Bega (Valentina La Paz)
- Murielle Arden (Elodi Colbert)
- Dan Castleman (procureur Castleman)
- Richard D'Alessandro (Dennis Capozza)
- Frances Ensemplare (Nucci Gualtieri)
- Tim Kang (Dr Harrison Wong)
- Dane Curley (Justin Cifaretto)
- Ellen Orchid (Dr Sharon Zalutsky)
- Frank Pando (l'agent Grasso)
- Richard Portnow (Harold Melvoin)
- Allia Kliouka Schaffer (Svetlana Kirilenko)
- Paul Schulze (le père Phil Intintola)
- Matt Servitto (l'agent Harris)
- Susan Jhun (la journaliste Allison Pak)
- Marissa Matrone (Ronnie Capozza)
- Rosa Nino (Iñez Muñoz)
- Elena Solovey (Branca Libinsk)
- Maria Elena Ramirez (la voisine)
- Manon Halliburton (Lois Pettit, l'entraîneuse de chevaux)

Junior fait une chute accidentelle en sortant du tribunal. Tony voit là l'occasion de faire interrompre le procès pour vice de forme en faisant passer son oncle pour sénile. Malheureusement il s'avère que Junior soit désormais réellement sénile.
Junior est hospitalisé pour une commotion cérébrale après qu'un micro-perche l'a fait tomber sur les marches du palais de justice. Il récupère rapidement et profite de son séjour à l'hôpital comme répit du procès RICO. Tony voit cet accident comme un avantage potentiel et convainc Junior de simuler la démence pour faire ajourner son procès. Il joue le jeu lors de l'évaluation de ses compétences mentales par une psychologue, mais commence à montrer en privé des signes réels de démence, notamment en se rendant chez sa voisine alors qu'il était sorti chercher le journal sur le pas de sa porte.
Justin, le fils de Ralphie, âgé de 12 ans, est touché à la poitrine par une flèche alors qu'il jouait au Seigneur des Anneaux avec un ami, entraînant une perte de sang importante et des lésions cérébrales. Alors qu'il remet une liasse d'argent à Tony, Ralphie pleure ouvertement. Peu après, Tony lui dit qu'il voit maintenant Valentina ; la réaction de Ralphie est un sourire et un tapotement sur la joue. Exprimant le désir d'une sorte de rédemption, il rencontre le Père Phil et offre une bourse d'études à Rutgers au nom de Jackie Jr. Tout le monde éprouve de la peine pour lui sauf Paulie, dont la mère a récemment reçu un coup de téléphone traumatisant en pleine nuit. Il soupçonne à juste titre que cela venait de Ralphie, en représailles pour l'avoir dénoncé à Johnny à propos de sa blague sur sa femme.

### Épisode 10:Intervention amicale
- États-Unis : 17 novembre 2002 sur HBO
- France : 12 janvier 2003 sur Jimmy

- Elias Koteas (Dominic Palladino)
- Tom Aldredge (Hugh De Angelis)
- Sharon Angela (Rosalie Aprile)
- Leslie Bega (Valentina La Paz)
- Carl Capotorto (Little Paulie Germani)
- Max Casella (Benny Fazio)
- Dane Curley (Justin Cifaretto)
- Joseph R. Gannascoli (Vito Spatafore)
- Dan Grimaldi (Patsy Parisi)
- Alla Kliouka Schaffer (Svetlana Kirilenko)
- Marianne Leone (Joanne Moltisanti)
- Richard Maldone (Ally Boy Barese)
- Marissa Matrone (Ronnie Capozza)
- Arthur J. Nascarella (Carlo Gervasi)
- Suzanne Shepherd (en) (Mary De Angelis)
- Maureen Van Zandt (Gabriella Dante)
- Karen Young (agent Sanseverino)
- Frank Santorelli (Georgie)
- Elena Solovey (Branca Libinsk)
- Daniel London (Eddie)
- Herman Chavez (Street Punk)
- Carlos Pizarro (trafiquant de drogue)
- Cristina Ablaza (docteur)

Christopher touche le fond sous l'emprise de l'héroïne. Il tue la chienne d'Adriana par accident en s'endormant dessus. De plus, il se fait braquer facilement alors qu'il devait rejoindre Paulie et Silvio et frappe Adriana en rentrant. Ses proches décident de l'envoyer en cure de désintoxication avec l'aide d'un ancien alcoolique.
Tony reçoit le tableau qu'il avait commandé plus tôt le représentant avec Pie-O-My. Cela le rend triste en repensant au défunt cheval et veut s'en débarrasser ; il sera finalement recyclé par Paulie.
Pour rompre les relations avec la famille new-yorkaise qui continue de taxer les affaires immobilières du New Jersey, Tony lui fait porter le chapeau de la disparition de Ralph dont ses associés s'inquiètent. 
Une semaine après la « disparition » de Ralphie, personne ne sait où il se trouve. Lors d'un dîner avec Silvio et Patsy, Albert exprime les soupçons de l'équipe selon lesquels Tony a tué Ralphie à cause de la mort de son cheval. Lors d'une de leurs rencontres, Johnny Sack demande à Tony que la famille new-yorkaise touche sa part de l'arnaque réalisée aux dépens du département américain du logement. À la suite du refus de Tony, Johnny le menace. Tony convoque alors une réunion des principaux membres de la famille et affirme que Johnny a tué Ralphie en représailles. Il souligne qu'aucune action ne doit être entreprise tant qu'ils n'ont pas de preuves formelles et ordonne que tout le monde active son réseau d'informateurs.
Lors d'une séance avec le Dr Melfi, Tony exprime en larmes sa douleur d'avoir perdu Pie-O-My ; la psychanalyste commente qu'il semble pleurer plus pour les animaux que pour les humains. Son portrait avec le cheval est livré au Bada Bing. Tony ordonne qu'il soit détruit. Mais quand Paulie voit Benny et Little Paulie essayer de brûler le tableau, il le sauve, surévaluant sa valeur et disant que ce serait un honneur de l'avoir dans sa maison. Il l'accroche dans son salon, mais le retire plus tard pour le faire modifier afin d'habiller Tony dans un uniforme « Napoléonien ». Il le raccroche à nouveau et s'assoit dos à lui en regardant la télévision, mais les yeux de Tony sont toujours braqués sur lui.
Furio revient, avec des cadeaux pour AJ et Meadow mais, à sa grande déception, rien pour Carmela. Il refuse toujours d'entrer dans la maison avec elle. Elle trouve à nouveau un prétexte pour lui rendre visite chez lui, en étant accompagné à nouveau de son chaperon réticent AJ, qui commence à comprendre la situation. Carmela se confie à Rosalie, qui la presse de ne pas aller plus loin avec Furio car elles savent toutes les deux ce que ferait Tony s'il le découvrait. Tony admire Svetlana, qui a créé sa propre agence d'infirmières et qui lui fournit l'infirmière qui s'occupe Junior à son domicile. Lorsque l'infirmière est malade, Svetlana prend sa place. Tony se rend à la maison un après-midi quand il sait que Junior fait la sieste. Ils ont des relations sexuelles sur le canapé de Junior. Ensuite, Tony est décontenancé lorsqu'elle suggère de ne plus se revoir. L'infirmière régulière arrive alors à l'improviste.
Adriana fond en larmes lorsqu'elle découvre que Christopher, défoncé à l'héroïne, s'est endormi en s'asseyant sur sa chienne et l'a tuée. Sa référente du FBI, l'agent Sanseverino, lui dit qu'elle devrait le pousser à aller en cure de désintoxication et elle fait en sorte que des prospectus d'information soient envoyés à leur domicile. Chris se fait voler sa voiture, dépouiller et battre alors qu'il tentait d'acheter de l'héroïne dans un quartier malfamé. Quand il rentre chez lui, Adriana lui remet un dépliant pour une clinique de réadaptation, ce qui le rend furieux et le pousse à la frapper.

### Épisode 11:J'ai fait un rêve
- États-Unis : 24 novembre 2002 sur HBO
- France : 19 janvier 2003 sur Jimmy

- Ray Abruzzo (Little Carmine Lupertazzi)
- Tom Aldredge (Hugh De Angelis)
- Randy Barbee (Judge Whitney R. Runions)
- Peter Bogdanovich (Dr. Elliot Kupferberg)
- Dan Castleman (le procureur)
- Tony Darrow (Larry Barese)
- Jessica Dunphy (Devin Pillsbury)
- Robert Funaro (Eugene Pontecorvo)
- Joseph R. Gannascoli (Vito Spatafore)
- Paul Herman (Beansie Gaeta)
- Kevin Interdonato (Dogsy)
- Alla Kliouka (Svetlana Kirilenko)
- Tony Lip (Carmine Lupertazzi)
- Joe Marruzo (Joey Peeps)
- Angelo Massagli (Bobby Baccalieri III)
- Richard Portnow (Attorney Melvoin)
- Joe Pucillo (Beppy Scerbo)
- Steve Santosusso (Anthony)
- Annabella Sciorra (Gloria Trillo)
- Suzanne Shepherd (en) (Mary De Angelis)
- Elena Solovey (Branca Libinsk)
- George Spaventa (V.I. Trifunovitch)
- Lexie Sperduto (Sophia Baccalieri)
- Crystal Allen (Lisa)

Tony fait un rêve étrange et en fait part à sa psychologue. Bobby est toujours en deuil. Janice essaie de le convaincre d'être à ses côtés pour l'aider à tourner la page. Le juge estime que les tests psychologiques effectués sur Junior ne sont pas recevables.
Tony fait un rêve dans lequel il monte à l'arrière de la vieille Cadillac de son père, conduite par Carmela avec Ralphie à ses côtés, puis il aperçoit une chenille sur la tête chauve de Ralphie, qui se transforme en papillon et voit ensuite Gloria assise à côté de lui, puis Svetlana, avant de se réveiller en sursaut. Tony discute de son rêve avec le Dr Melfi, qui suggère que cela signifie que Carmela est aux commandes et que Tony veut faire face aux changements dans la vie des autres, dans la voiture avec elle. Mais Tony est de plus en plus mécontent de sa thérapie et rejette son interprétation. Lors de la séance suivante, il admet que Svetlana a rompu avec lui parce qu'elle pense qu'il est « exigeant » et trop difficile à gérer émotionnellement. Bien que Melfi lui dise qu'il doit continuer, il déclare que sa thérapie est terminée au bout de quatre années. Elle lui propose de se serrer la main ; en guise de réponse, il l'embrasse sur la joue et s'en va.
Sophia remarque un gâteau dans la voiture de son père Bobby. Quand Janice l'interroge plus tard, il lui dit qu'il se rend tous les jours sur la tombe de Karen et qu'il y a enterré le gâteau le jour de leur anniversaire de mariage. Janice dit qu'elle comprend son chagrin. Sophia et Bobby Jr. s'interrogent sur le fantôme de leur mère. Après un dîner du dimanche chez les Soprano, Carmela insiste pour qu'AJ joue à un jeu avec les deux enfants alors qu'il est avec sa petite amie Devin. Il sort une planche Ouija et s'engage dans une simulation de séance de spiritisme qui les terrifie. Alors que les enfants sont chez eux, Janice utilise un programme de chat sur Internet pour converser avec Bobby Jr et les dirige vers leur propre jeu Ouija rangé dans une armoire. Lorsque Bobby arrive à la maison, ses enfants sont terrifiés après leur séance de spiritisme et appelle Janice à l'aide. Elle lui dit qu'elle les avait entendus avec la planche Ouija plus tôt dans la journée, mais pensait qu'il serait inapproprié d'intervenir. Elle utilise la situation pour encourager Bobby pour faire son deuil et tourner la page ; elle le convainc de manger le dernier ziti préparé par sa femme et conservé au congélateur.
Au procès de Junior, le juge rejette la requête de Melvoin d'annuler la procédure pour incompétence mentale. Bobby rassure Junior en lui disant qu'ils arriveront à intimider un juré. Pendant ce temps, Tony a une rencontre à New York avec Carmine et Johnny, qui réclament 40% des bénéfices de son arnaque au logement. Tony refuse puis leur téléphone pour proposer une contre-offre de 5,5%, ce que Carmine rejette. Sur les ordres de Carmine, Joey Peeps et un complice brutalisent « Vic l'évaluateur », qui travaille pour Tony, et lui ordonnent de commencer à travailler pour Carmine. Plus tard, Vic est de nouveau battu, cette fois par Vito et un associé, pour le convaincre de continuer à travailler pour la famille Soprano.
Seul avec Silvio, Tony évoque la possibilité de contacter Little Carmine Lupertazzi qui réside en Floride par l'intermédiaire de leur vieil ami Beansie Gaeta. Il exprime ses soupçons à Silvio sur le fait que Paulie divulgue des informations à Johnny sur leurs affaires et ils décident de ne pas lui parler du voyage pour rencontrer Little Carmine. En effet, Johnny traite toujours Paulie comme s'il s'agissait d'un confident, laissant entendre qu'il pourrait y avoir un changement de direction dans le New Jersey et que Carmine ne l'oubliera pas. En Floride, Tony rencontre Little Carmine, qui accepte de se rendre à New York et de parler à son père. Tony menace de prendre des mesures contre New York si les négociations ne donnent pas de résultats.

### Épisode 12:Eloise
- États-Unis : 1 décembre 2002 sur HBO
- France : 19 janvier 2003 sur Jimmy

- Ray Abruzzo (Little Carmine Lupertazzi)
- Sharon Angela (Rosalie Aprile)
- Fran Anthony (Minn Matrone)
- Anna Berger (Cookie Cirillo)
- Elaine Bromka (Ellen McDermott)
- Carl Capotorto (Little Paulie Germani)
- Max Casella (Benny Fazio)
- Dan Castleman (le procureur Castleman)
- Matthew Del Negro (Brian Cammarata)
- France Esemplare (Nucci Gualtieri)
- Robert Funaro (Eugene Pontecorvo)
- Joseph R. Gannascoli (Vito Spatafore)
- Michael Goduti (Alfie)
- Jerry Grayson (Marty Schwartz)
- Dan Grimaldi (Patsy Parisi)
- Kevin Interdonato (Kevin "Dogsy" Interdonato)
- Will Janowitz (Finn DeTrolio)
- Tony Lip (Carmine Lupertazzi)
- Mark Lotito (Dave Fusco)
- Bruce MacVittie (Danny Scalercio)
- Jeffrey M. Marchetti (Petey)
- Brian McCormack (Greg Erwitt)
- Evan Neuman (Colin McDermott)
- Aleksa Palladino (Allesandra)
- Richard Portnow (Attorney Melvoin)
- Joe Pucillo (Beppy Scerbo)
- Gay Thomas-Wilson (l'infirmière)
- Richard Vitiello (Joey Numbers)
- Buddy Fitzpatrick (ER Doctor)
- Chuck Lewkowicz (Foreman)

Au procès de Junior, Bobby choisit avec soin un juré qui porte une alliance. Eugène et Dogsy l'intimident avec des mots soigneusement choisis alors qu'il est dans une épicerie avec son fils. Little Carmine se rend dans le New Jersey pour parler à Carmine et Johnny de leur différend avec Tony à propos de leur part dans l'arnaque au logement. Carmine ne veut pas changer de position en réclamant toujours 40%. Johnny rencontre plus tard Tony et Silvio et propose un compromis mineur, mais Tony le rejette. Il ordonne à Little Paulie, qui emmène deux complices avec lui, de vandaliser le nouveau restaurant de Carmine en représailles. Carmine utilise son influence pour arrêter les travaux du projet immobilier de l'esplanade. Tony décide d'attendre la fin du différend, espérant que les pertes financières des deux côtés forceront rapidement Carmine à un compromis. Johnny et Tony se rencontrent en secret, Johnny explique que les décisions de Carmine lui coûtent beaucoup d'argent et, à l'étonnement de Tony, suggère implicitement qu'ils collaborent pour le tuer. Paulie a une confrontation houleuse avec Silvio, qui lui dit que ses revenus sont bas et que Tony commence à douter de sa loyauté. Paulie rencontre par hasard Carmine lors d'un mariage et le salue avec effusion, avant d'être choqué en se rendant compte que Carmine n'a aucune idée de qui il est. Il apprend que l'amie de sa mère, Minn, garde toutes ses économies sous son matelas. Il s'introduit chez elle en pensant qu'elle est sortie, mais elle tombe sur lui dans sa chambre, le traite de voleur et il se retrouve obliger de l'étouffer avec un oreiller. Il va alors voir Tony, le salue avec effusion et lui donne une grande enveloppe d'argent (l'argent récupérée chez la vieille dame qu'il vient de voler et tuer). Ils se sourient et sont à nouveau en bons termes.

### Épisode 13:Le Bateau fantôme
- États-Unis : 8 décembre 2002 sur HBO
- France : 26 janvier 2003 sur Jimmy

- Tom Aldredge (Hugh De Angelis)
- Bruce Altman (Alan Sapinsly)
- Liz Larsen (Patricia "Trish" Reingold-Sapinsly)
- Randy Barbee (le juge)
- Denise Borino (Ginny Sack)
- Carl Capotorto (Little Paulie Germani)
- Max Casella (Benny Fazio)
- Dan Castleman (le procureur Castleman)
- Dan Grimaldi (Patsy Parisi)
- Alla Kliouka (Svetlana Kirilenko)
- Will Janowitz (Finn DeTrolio)
- Tony Lip (Carmine Lupertazzi)
- Tony Darrow (Larry Barese)
- Bruce MacVittie (Danny Scalercio)
- Jeffrey M. Marchetti (Petey)
- Richard Portnow (Harold Melvoin)
- Joe Pucillo (Beppy Scerbo)
- Oksana Lada (Irina Peltsin)
- Curtiss Cook (Credenso Curtis)
- Universal (Stanley Johnson)
- Cynthia Darlow (Virginia Lupo)
- Robert LuPone (Dr. Cusamano)
- Karen Young (Agent Robyn Sanseverino)
- Frank Pando (Agent Grasso)
- Matt Servitto (Agent Harris)

Christopher sort de sa cure pour lutter contre son addiction à l'héroïne. Un accord est trouvé entre Tony et Carmine ce qui met fin à la guerre. Tony refuse d'éliminer Carmine malgré la demande de Johnny Sack. Junior est finalement acquitté lors de son procès.
Avec l'arrêt du projet de l'esplanade, Johnny s'inquiète de sa perte de revenus. Tony refuse de passer à l'action contre Carmine, mais lorsque Johnny offre de généreuses concessions, il accepte de mettre en œuvre leur projet d'élimination du chef de la famille new-yorkaise. Chris est revenu de sa cure de désintoxication en très bonne forme. Tony lui demande de sous-traiter le travail pour éliminer Carmine et de le faire passer pour « un travail extérieur ». Chris livre un pré-paiement à deux marchands d'héroïne d'un quartier afro-américain, donne des instructions et fournit l'emploi du temps de Carmine. Cependant, celui-ci change d'avis de façon inattendue et propose de négocier. Lors d'une rencontre, il accepte de n'accepter que 15% des bénéfices de l'arnaque au logement et félicite Little Carmine pour avoir adouci les choses. Pour Johnny, le coup est toujours d'actualité, mais Tony décide finalement de ne pas poursuivre et dit à Chris de s'assurer que les tueurs engagés ne parlent pas. Chris les paie, puis Benny et Petey apparaissent, les tuent alors qu'ils sont à bord de leur voiture et récupèrent l'argent. Quand Tony et Johnny se retrouvent, Johnny exprime son ressentiment contre Carmine et son fils ainsi que sa colère contre Tony pour l'avoir laissé tomber. Ils s'embrassent et se séparent, mais se regardent avec méfiance alors que Johnny s'éloigne.
Grâce à l'intimidation du juré, ceux-ci n'arrivent pas à s'entendre sur un verdict ; en conséquence, Junior est libéré à la suite de l'annulation de son procès. Fêtant leur retour à la maison, Bobby et Janice dansent ensemble mais Junior, se méfiant de sa nièce, trouve un prétexte pour les arrêter.
Parallèlement à ses affaires, Tony emmène Carmela pour une visite surprise à « Whitecaps », une maison sur la côte du New Jersey qu'il envisage d'acheter, si elle est disponible. D'abord hésitante, Carmela est enfin ravie, Tony et elle marchent main dans la main sur la plage et s'embrassent. Tony rencontre le propriétaire de la maison, l'avocat Alan Sapinsly, qui vit à côté, et offre de payer comptant dans les plus brefs délais autorisés par la loi. Sapinsly appelle l'acheteur actuel, qui éprouve des difficultés à obtenir un prêt immobilier, négocie et menace de rompre leur contrat. Mais tout est réduit à néant quand Irina, ivre, compose le numéro de téléphone de Carmela, qui décroche, et se vante de ses relations avec Tony et lui dit qu'il a également eu des relations sexuelles avec Svetlana. Cela cause une extrême détresse à Carmela, et alors que Tony rentre chez lui, elle est en train de jeter ses affaires depuis une fenêtre à l'étage. Elle dit à Tony qu'il l'a embarrassée pendant des années avec son infidélité et lui demande de quitter la maison. Tony lui avoue qu'il sait qu'elle lui a volé l'argent caché dans la réserve de grains pour oiseaux. Il se rend chez Irina. Svetlana est là, et elle explique que peu de temps après que Tony a battu Zellman devant Irina, l'humiliant, leur relation a pris fin. Tony passe la nuit à Whitecaps alors que la maison ne lui appartient pas encore. Sapinsly le découvre au matin et le réveille. Tony ne souhaite plus acheter la maison, mais le propriétaire refuse de le libérer de sa promesse d'achat.
Meadow se dispute avec sa mère au sujet de la séparation de ses parents, lui demandant comment elle a pu endurer autant de bassesses de Tony pendant tant d'années. Tony rentre chez lui et devient violent quand Carmela lui dit de partir. Elle menace d'appeler un avocat et d'obtenir une ordonnance restrictive. AJ aide son père à nettoyer la dépendance transformée en home cinéma pour qu'il puisse y loger. Tony se prélasse dans la piscine ; Carmela se plaint alors auprès de lui pour une question insignifiante et cela tourne rapidement en une violente dispute. Carmela avoue à Tony qu'elle est tombée amoureuse de Furio. Tony, d'abord incrédule, redevient violent en apprenant les sentiments de sa femme pour son ancien homme de main. Il la charge, la frappe presque, mais s'arrête et frappe le mur à côté de sa tête à la place, le brisant. Il lui dit qu'il a cherché des femmes avec des qualités différentes d'elle lors de ses aventures extra-conjugales. Elle lui rappelle néanmoins qu'il connaissait à peine la plupart des femmes avec lesquelles il couchait, les strip-teaseuses et les serveuses de cocktails, et sort en le traitant de « putain d'hypocrite ».
- Avec 75 minutes, il s'agit de l'épisode le plus long de toute la série.